# Torneio Mundial de Futsal Feminino de 2015
O Torneio Mundial de Futsal Feminino de 2015 foi a 6ª e última edição do Torneio Mundial de Futsal Feminino.
A competição foi ganha pelo Brasil que venceu todas as edições realizadas até então.
Para 2025 está agendado a realização da 1ª edição do Campeonato Mundial de Futsal Feminino da FIFA.

## Fase de grupos
|  | Equipes classificadas às semi-finais |

### Grupo A
| Time         | J | V | E | D | GP | GC | SG  | Pts |
| ------------ | - | - | - | - | -- | -- | --- | --- |
| Brasil (Q)   | 3 | 2 | 1 | 0 | 16 | 1  | +15 | 7   |
| Portugal (Q) | 3 | 2 | 1 | 0 | 11 | 3  | +8  | 7   |
| Costa Rica   | 3 | 1 | 0 | 2 | 3  | 17 | −14 | 3   |
| Irão         | 3 | 0 | 0 | 3 | 2  | 11 | −9  | 0   |

Jogos
| 24 de novembro    | Brasil | 9–0 | Costa Rica |  |
| 12:30 (UTC-06:00) |        |     |            |  |

| 24 de novembro    | Irão              | 1–3       | Portugal                                                 |  |  |
| 17:30 (UTC-06:00) | Nasimeh Gholam 2' | relatório | 11' Janice Silva · 30' Melissa Antunes · 36' Ana Azevedo |  |  |

| 25 de novembro    | Portugal | 7–1       | Costa Rica         |  |  |
| 12:30 (UTC-06:00) | Mélissa Antunes 1' 15' · Sara Ferreira 9' · Janice Silva 28' · Daniela Ferreira 29' · Carla Vanessa 31' 36' | relatório | 29' Mónica Badilla |  |  |

| 25 de novembro    | Irão | 0–6 | Brasil |  |
| 17:30 (UTC-06:00) |      |     |        |  |

| 26 de novembro    | Costa Rica | 2–1 | Irão |  |
| 12:30 (UTC-06:00) |            |     |      |  |

| 26 de novembro    | Brasil                     | 1–1       | Portugal                |  |  |
| 17:30 (UTC-06:00) | Lucileia Minuzzo 39' (1-1) | relatório | 39' (1-0) Carla Vanessa |  |  |

### Grupo B
| Time        | J | V | E | D | GP | GC | SG  | Pts |
| ----------- | - | - | - | - | -- | -- | --- | --- |
| Rússia (Q)  | 3 | 2 | 1 | 0 | 5  | 1  | +4  | 7   |
| Espanha (Q) | 3 | 2 | 0 | 1 | 16 | 5  | +11 | 6   |
| Guatemala   | 3 | 1 | 1 | 1 | 2  | 11 | −9  | 4   |
| Japão       | 3 | 0 | 0 | 3 | 3  | 9  | −6  | 0   |

Jogos
| 24 de novembro    | Espanha | 1–3 | Rússia |  |
| 15:00 (UTC-06:00) |         |     |        |  |

| 24 de novembro    | Guatemala | 2–1 | Japão |  |
| 20:00 (UTC-06:00) |           |     |       |  |

| 25 de novembro    | Japão | 2–5 | Espanha |  |
| 15:00 (UTC-06:00) |       |     |         |  |

| 25 de novembro    | Guatemala | 0–0 | Rússia |  |
| 20:00 (UTC-06:00) |           |     |        |  |

| 26 de novembro    | Rússia | 2–0 | Japão |  |
| 15:00 (UTC-06:00) |        |     |       |  |

| 26 de novembro    | Guatemala | 0–10 | Espanha |  |
| 20:00 (UTC-06:00) |           |      |         |  |

## Fase final
|  | 7º e 8º Lugar |   |
|  |               |   |
|  | Irão          | 2 |
|  | Japão         | 1 |

|  | 5º e 6º Lugar |   |
|  |               |   |
|  | Costa Rica    | 2 |
|  | Guatemala     | 1 |

|  | Semifinais | Semifinais |   |         | Final         | Final |  |
|  |            |            |   |         |               |       |  |
|  | 28-Nov     |            |   |         |               |       |  |
|  | Brasil     | 4          |   |         |               |       |  |
|  | Espanha    | 0          |   |         |               |       |  |
|  |            |            |   |         |               |       |  |
|  |            |            |   |         | 29-Nov        |       |  |
|  |            |            |   |         | Brasil        | 3     |  |
|  |            | Rússia     | 0 |         |               |       |  |
|  |            |            |   |         |               |       |  |
|  |            |            |   |         |               |       |  |
|  |            |            |   |         | 3º e 4º Lugar |       |  |
|  | 28-Nov     | 28-Nov     |   | 29-Nov  | 29-Nov        |       |  |
|  | Rússia     | 7          |   | Espanha | 9             |       |  |
|  | Portugal   | 2          |   |         | Portugal      | 1     |  |

### Semifinais
| 28 de novembro    | Brasil | 4 – 0 | Espanha |  |
| 16:00 (UTC-06:00) |        |       |         |  |

| 28 de novembro    | Rússia | 7 – 2     | Portugal                                 |                                                                                |
| 18:30 (UTC-06:00) | Maria Filisova 16' · Anastasia Durandina 19' · Ksenia Olkova 25' 38' 39' · Aleksandra Chernova 35' · Tatiana Kuleshova 39' | relatório | 18' Carla Vanessa · 38' Daniela Ferreira | Árbitro: Raquel González (Espanha), Giselle Torri (Brasil) e Liang You (China) |

### 3º lugar
| 29 de novembro    | Espanha | 9 – 1     | Portugal          |                                                                                         |
| 16:00 (UTC-06:00) | Vanessa Sotelo 1' 11' 22' 37' · Isabel Garcia 2' · Amparo Jimenez 7' 34' · Erika Gonzalez 32' · Ana Sevilla 35' | relatório | 22' Carla Vanessa | Árbitro: Irina Velikanova (Rússia), Yeraldin Araya (Costa Rica) e Kumiko Matsuo (Japão) |

### Final
| 29 de novembro    | Brasil | 3 – 0 | Rússia |  |
| 18:30 (UTC-06:00) |        |       |        |  |

## Classificação final
| Pos. | Equipe     |
| ---- | ---------- |
|      | Brasil     |
|      | Rússia     |
|      | Espanha    |
| 4    | Portugal   |
| 5    | Costa Rica |
| 6    | Guatemala  |
| 7    | Irão       |
| 7    | Japão      |

| Torneio Mundial de Futsal Feminino de 2015 |
| Brasil                                     |
| ------------------------------------------ |
| BRASIL Campeão (6° título)                 |